# 山田銀蔵
山田 銀蔵（やまだ ぎんぞう、1915年7月8日 - 1978年12月25日）は、日本のクロスカントリースキー選手。青森県南津軽郡大鰐町出身。1936年ガルミッシュパルテンキルヒェンオリンピック日本代表。

## 来歴
大鰐尋常高等小学校高等科を卒業後、青森営林局（青森林友）に勤務する。
1934年の第12回全日本スキー選手権大会クロスカントリースキー個人長距離（18km）で優勝。翌年の同大会32kmリレーでは、山田伸三らとともに青森林友を優勝に導いた。
1936年ガルミッシュ・パルテンキルヘンオリンピックでは、クロスカントリースキー個人長距離（18km）で56位、4x10kmリレーで12位だった。
現役引退後は、地元青森で後進の育成に尽くした。
1978年死去、享年63歳。